# 프란시스코 에스필라도라
프란시스코 에스필라도라 무뇨스(스페인어: Francisco Espíldora Muñoz, 1948년 10월 22일, 세우타 ~)는 스페인의 전직 축구 선수로, 현역 시절 수비수로 활약했다. 그는 1968년 하계 올림픽에 스페인 선수단 일원으로 참가했었다.

## 수상
레알 마드리드
- 코파 델 헤네랄리시모: 1969-70